# 2471 Ultrajectum
2471 Ultrajectum este un asteroid din centura principală, descoperit pe 24 septembrie 1960 de PLS.